# Хелмут Марко
Хелмут Марко (на немски: Helmut Marko) е австрийски пилот от Формула 1, роден е на 27 април 1943 г. в Грац, Австрия.

## Кариера във Формула 1
Хелмут Марко дебютира във Формула 1 през 1971 г. в Голямата награда на Германия, в световния шампионат на Формула 1 записва 10 участия като не успява да спечели точки. Състезава се за отбора на БРМ и с частен Макларън.